# نادي تاتونغ
نادي تاتونغ هو نادي كرة قدم تايواني من مدينة تايبيه يلعب في الدوري التايواني الممتاز،تأسس النادي في 1963.